# انزو شاتو
انزو شاتو (انگلیسی: Enzo Tchato؛ زادهٔ ۲۳ نوامبر ۲۰۰۲) بازیکن فوتبال اهل فرانسه است که در حال حاضر برای باشگاه ورزشی مون‌پلیه بازی می‌کند. 
وی همچنین در تیم ملی فوتبال کامرون بازی کرده است.